# Recharge sacrale

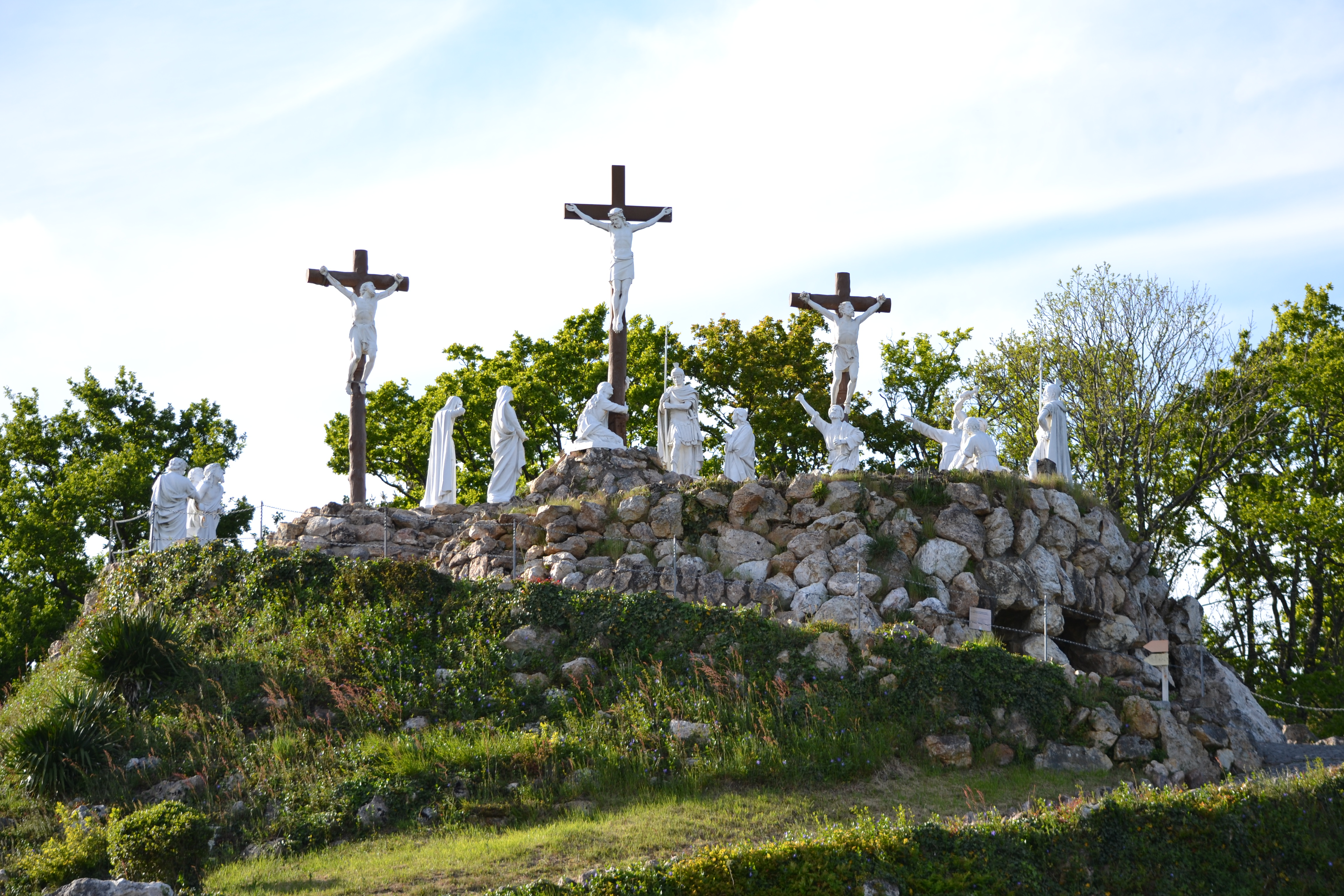
L'érection solennelle du Calvaire de Pontchâteau en 1821 répond à une logique de recharge sacrale.

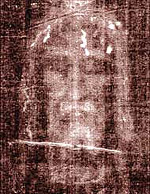
Le négatif du suaire de Turin de Secondo Pia, le 28 mai 1898, relance la dévotion pour la Sainte Face qui répond à une logique de recharge sacrale.

La recharge sacrale est le projet des autorités religieuses catholiques, au XIXe siècle, de reconstituer la puissance sacrale des pratiques religieuses, des objets et lieux saints, à la suite de la désacralisation radicale et destructrice opérée par la Révolution française.
Ce concept emprunté à Alphonse Dupront est repris par de nombreux historiens du religieux, qui l'appliquent à d'autres périodes du catholicisme marquées par une tension permanente et multiple entre les mouvements de désacralisation et de resacralisation.

## Le processus de recharge sacrale
Au lendemain de la rupture révolutionnaire et d'une époque ébranlée par la contestation interne du siècle des Lumières, l'enjeu pour les autorités ecclésiastiques est de relancer la foi par un immense élan de restauration institutionnelle, matérielle, religieuse, intellectuelle mais aussi sacrale. Ce projet ambitieux passe par la réconciliation des églises transformées en temples de la Raison ou lieux d'assemblée des sociétés populaires ; par la réappropriation ou la reconstruction des sanctuaires vendus, détruits ou détournés de leur ancien usage ; par le renouveau du culte et de la liturgie ; par la création de nouveaux lieux ou monuments sacrés : croix monumentale et calvaire, jubé, sanctuaire de pèlerinage, Scala Sancta ; par la restauration des reliques qui reprennent leur place dans les églises et, par suite, dans l'imaginaire des fidèles ; enfin, l'Église organise, multiplie et encourage deux manifestations spécifiques, la procession religieuse et le pèlerinage, afin de manifester la puissance de ces restes de corps saint à la face du monde. Plusieurs sanctuaires mariaux importants, comme celui de Notre-Dame de La Salette ou de Lourdes correspondent ainsi à ce processus de resacralalisation.

## Extension de ce concept

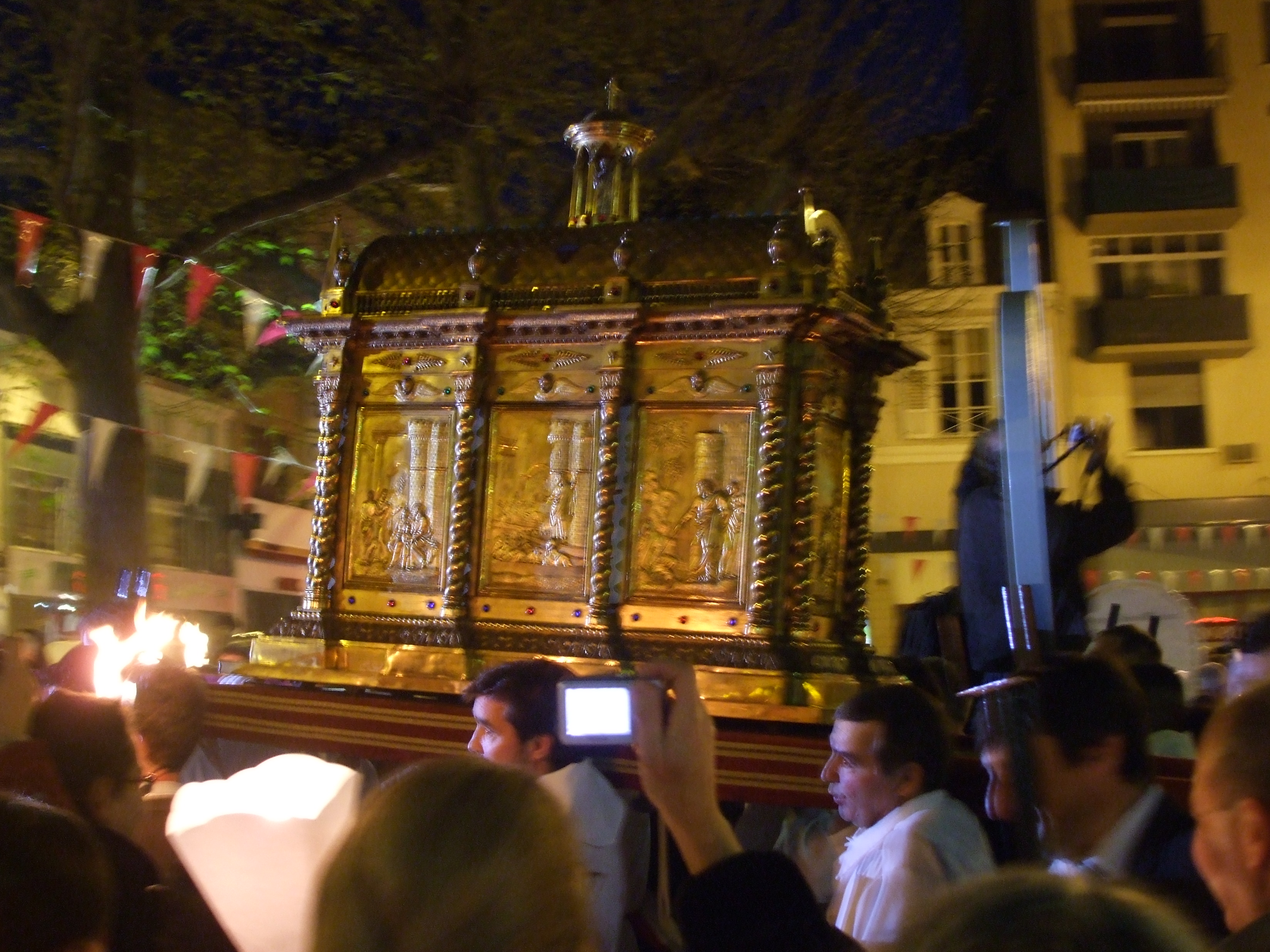
La procession avec les porteurs de la châsse de saint Martial à Limoges en 2009 aboutit à une recharge sacrale et au resserrement de la communauté des fidèles sous l'autorité du clergé.

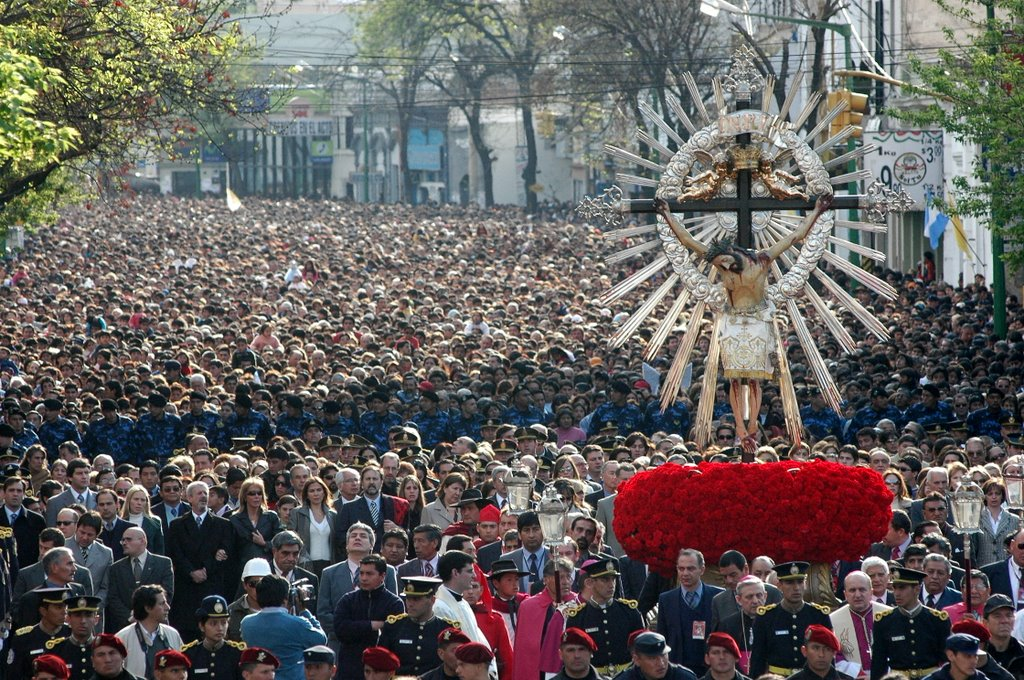
Cette procession à Salta (Argentine) en 2004 réaffirme la recharge sacrale sur le plan spatial, mais aussi temporel.

Ce concept a été étendu à d'autres périodes du catholicisme par divers historiens des religions. La recharge sacrale post-tridentine est ainsi appliquée à la Contre-Réforme dans le courant du XVIe siècle puis du XVIIe siècle, avec notamment la guerre de Trente Ans marquée sur le plan religieux par l'affrontement entre protestantisme et catholicisme. Les destructions de cette guerre créent, en effet, le besoin d'une recharge sacrale qui se traduit par un réapprovisionnement en corps saints que les reliques des catacombes aident à combler, et par la restauration architecturale des églises de style baroque destinées à conserver ces reliques.
Il peut également s'appliquer au XXe siècle marqué par la récession de l’emprise du clergé sur les fidèles et le déclin de la pratique religieuse. Cette recharge dessine en effet, « à l'aube du XXe siècle, les symptômes d'une usure ou d'un épuisement qui viennent clore une séquence historique » mais le culte des reliques n'a pas disparu des attentes spirituelles et des formes cultuelles du catholicisme contemporain. Ce culte connaît ainsi un renouveau, comme l'attestent les ostensions du suaire de Turin qui se multiplient ou l'impact identitaire des ostensions limousines. Au début du XXIe siècle, le regain d’intérêt pour les processions religieuses dans certaines régions de France, s'inscrit également dans cette démarche mémorielle et resacralisante.
En effet, en ce début du XXIe siècle, la laïcisation « s'est traduite par une perte de contrôle des Églises sur un certain nombre d'institutions politiques, éducatives ou d'assistance sociale et par la revendication de normes non religieuses dans les comportements, dans l'éthique sexuelle par exemple. Cette laïcisation s'exprime soit par le moyen d'une reconnaissance juridique, comme dans la séparation entre l'Église et l'État, soit le plus souvent par une simple régression de fait de l'influence du sacré sur la vie sociale… La déchristianisation est attestée aussi bien par la baisse du taux de pratique religieuse que par l'érosion symbolique des sacrements… La décléricalisation a entraîné un affaiblissement du pouvoir et du prestige de la classe sacerdotale, au profit de clercs chargés de la transmission et du contrôle d'une culture rationalisée et non plus sacrée (corps professoral, technocrates, journalistes). La déconfessionnalisation, surtout dans le christianisme, a atténué l'identité dogmatique et rituelle des différentes confessions (catholicisme, protestantisme, orthodoxie) sans pour autant que cet œcuménisme participe à une reviviscence des pratiques religieuses ». Ce mouvement ne doit pas masquer le fait que l'Église est marquée par une tension permanente et multiple entre les mouvements de désacralisation et de resacralisation, comme l'atteste la multiplicité contemporaine des formes de recharge sacrale.